# Hans Flatterich
Hans Flatterich (* 24. Oktober 1882 in Winnert in Nordfriesland; † 4. März 1964 in Schleswig) war ein deutscher Journalist und Politiker.

## Leben
Hans Flatterich war der Sohn von Johann Flatterich (* 6. November 1853 in Winnert; † 22. April 1921 ebenda) und dessen Ehefrau Anna (* 2. Mai 1861 in Wittbek; † 15. Dezember 1922 in Winnert), Tochter des Landarbeiters Hans Hansen (1832–1913). Er war verheiratet; von seinen Kindern ist namentlich bekannt:
- Walter Flatterich (* 22. Juli 1912).

### Werdegang
Hans Flatterich erlernte in Husum den Beruf eines Schriftsetzers, ging als junger Schriftsetzer auf Wanderschaft und arbeitete in verschiedenen Orten in Druckereien, hierbei hielt er sich längere Zeit in Bielefeld auf. 
Er nahm am Ersten Weltkrieg teil und wurde zweimal verwundet.
Nach der Rückkehr in den Zivilberuf bildete er sich fort und wechselte von der Setzerei in die Redaktion. Für die Schleswig-Holsteinische Volkszeitung berichtete er zunächst aus Husum und war ab 1922 in der Schleswiger Lokalredaktion des SPD-Blattes tätig, das seinen Sitz im Lollfuß in Schleswig hatte.
Noch vor dem Verbot der Schleswig-Holsteinischen Volkszeitung durch die Nationalsozialisten 1933, hatte er seinen Redaktionsdienst quittiert, dazu wurde er aus seinen politischen Ämtern vertrieben.
Seinen Lebensunterhalt bestritt er mit den Einkünften aus seiner Pension Flatterich, die er im Lollfuß betrieb.
Nach dem Attentat vom 20. Juli 1944 auf Adolf Hitler wurde er im Zusammenhang mit der Verhaftungswelle Aktion Gitter im August 1944 mit weiteren fünf Schleswigern, zu denen unter anderem Hermann Clausen gehörte, festgenommen und in das KZ Neuengamme eingeliefert; er trug die Häftlingsnummer 43295. Später veröffentlichte er seine Erinnerungen an seine Leidenszeit mit der Schrift Die Hölle von Neuengamme.
Nach dem Krieg nahm er seine journalistische Tätigkeit wieder auf und berichtete nun für Flensborg Avis über lokale Themen.

### Politisches und gesellschaftliches Wirken
Hans Flatterich kam bereits früh mit der Sozialdemokratie in Verbindung und engagierte sich zusätzlich in der gewerkschaftlichen Bewegung. Er gehörte in Schleswig dem SPD-Ortsverein an und verschrieb sich der kommunalen Selbstverwaltung, indem er im Kreisausschuss und im Theater-Zweckverband mitarbeitete.
1923 war er maßgeblich am Zustandekommen des Grenzabkommens zwischen der deutschen und der dänischen Sozialdemokratie beteiligt, mit dem beide Seiten die Grenze von 1920 als endgültig anerkannten.
1928 gab er im Auftrag seiner Partei die Festschrift 50 Jahre Schleswiger Sozialdemokratie heraus.
Um das Arbeitermilieu an das Theater heranzuführen, gründete er 1923 zusammen mit den Brüdern Franz und Ferdinand Grell († 1931) die Schleswiger Volksbühne, eine Art Besucherverband, dessen Vorsitz er bis 1926 ausübte; die Volksbühne wurde 1933 verboten und der Bühnenvolksbund in der Deutschen Bühne gleichgeschaltet.
Nach dem Zweiten Weltkrieg, als er sich aktiv am politischen Neuaufbau beteiligte, verließ er die Nachkriegs-SPD aufgrund eines Richtungstreits innerhalb der Partei und schloss sich dem Südschleswigschen Wählerverband an.
Als Stadtrat leitete er den Wohnungsausschuss.

## Schriften (Auswahl)
- 50 Jahre Schleswiger Sozialdemokratie 1878–1928; Festbuch zum Parteijubiläum und zur Fahnenweihe des Ortsvereins Schleswig d. SPD am 25. und 26. August 1928. Schleswig 1928.
- Die Hölle von Neuengamme. Nicht datiert. (ANg, HB 271).